# Jesús Pastor
Jesús Pastor Espinosa (Caracas, 27 de abril de 1993) es un futbolista hispano-venezolano. Juega como centrocampista en el Club de Fútbol La Nucía de la Tercera División de España.

## Trayectoria
A pesar de que nació en Venezuela, fue adoptado por una pareja de Aspe, en Alicante (España), donde lleva viviendo toda la vida. Lugar en donde todos sus vecinos del pueblo de Aspe, lo recuerdan con un balón en los pies desde que era muy pequeño. Empezó jugando en el Club de Fútbol la Coca de Aspe, entrando en el fútbol base del Hércules C. F. a los 13 años. En el mes de junio de 2008 firmó un contrato para entrar en el fútbol base con el equipo blanquiazul hasta junio de 2012, con una cláusula para renovarlo por tres años más.
Jugaba en el filial del equipo alicantino, pese a que a menudo estaba convocado en el primer equipo cuando hacían faltan jugadores en el centro, hasta que en el verano de 2012 ficha por el Orihuela CF de la Tercera División de España.
Firmó con el Getafe Club de Fútbol "B" para jugar la temporada 2013-14 en 2ª División B.
En diciembre del 2014 ficha por el Club de Fútbol La Nucía, equipo de la Tercera División española.